# 贝恩德·尼泽克
贝恩德·尼泽克（德語：Bernd Niesecke，1958年10月30日—），德国男子赛艇运动员。他曾代表东德参加1988年夏季奥林匹克运动会赛艇比赛，获得男子四人单桨有舵手金牌。